# Heinrich Salfeldt

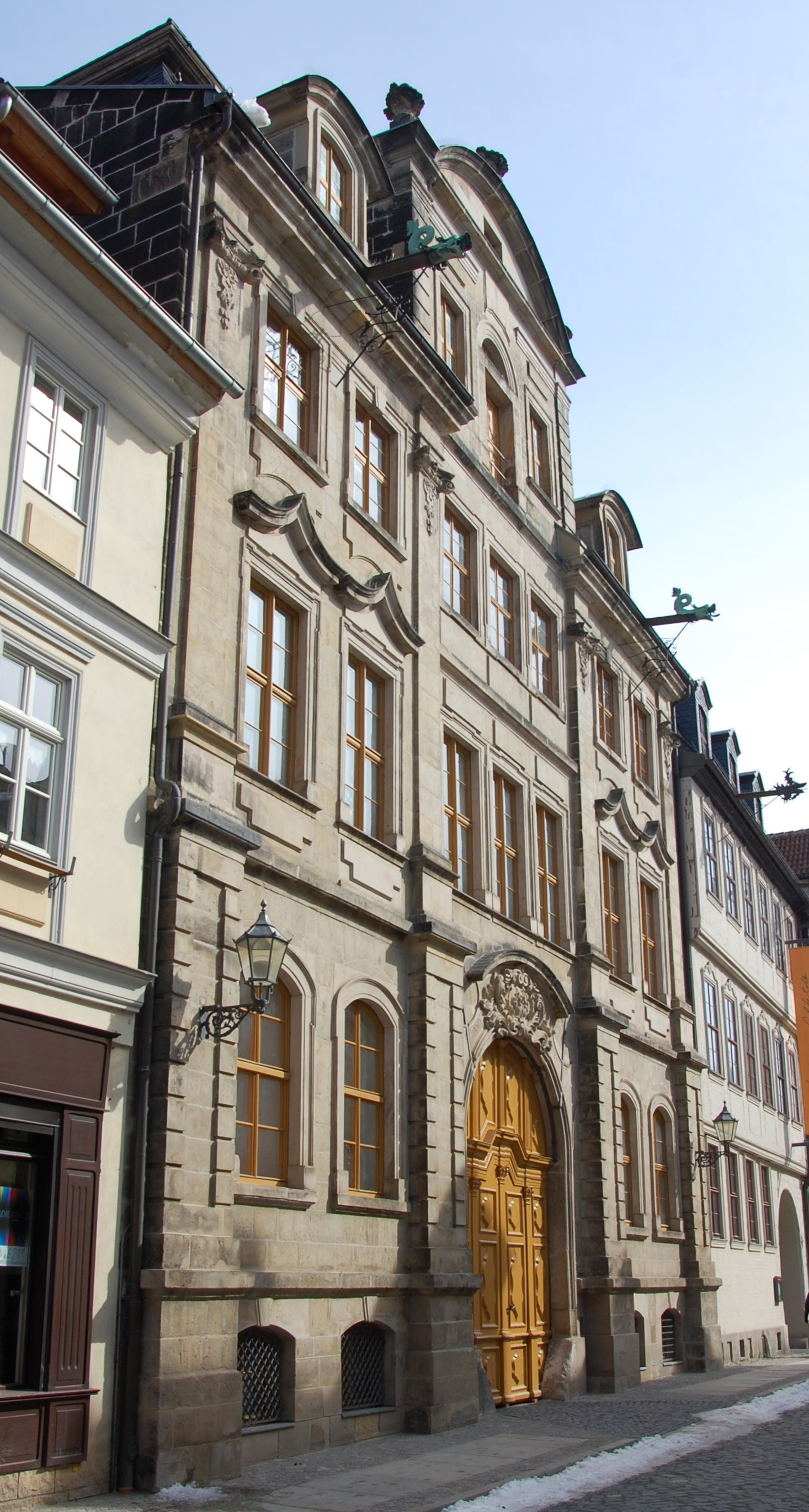
Salfeldtsches Palais in Quedlinburg

Heinrich Salfeldt (* 1708; † 17. Januar 1784 in Quedlinburg) war Kammerrat der Äbtissin von Quedlinburg, Amalie von Preußen, Erb-, Lehn- und Gerichtsherr zu Kleinlauchstädt wie auch Kauf- und Handelsherr in der Stadt Quedlinburg.

## Leben
Er stammt aus einer angesehenen bürgerlichen Familie aus Quedlinburg. Ein naher Verwandter, der Kämmerer Röttiger Salfeldt, ließ für sich und die Familie das Salfeldtsche Palais in Quedlinburg errichten, das noch heute als unter Denkmalschutz stehender Barockbau erhalten ist. Heinrich Salfeldt selbst wird 1739 für das Grundstück Stieg 4, 1751 für Stieg 3 und um 1760 für die Breite Straße 44 als steuerpflichtig geführt. Darüber hinaus war er zumindest 1748 in der Quedlinburger Neustadt für das Grundstück Weberstraße 42 steuerpflichtig.
Nach erfolgreicher Tätigkeit als Kauf- und Handelsmann in Quedlinburg orientierte er sich im Gegensatz zu seinen Quedlinburger Verwandten auch außerhalb dieser Stiftsstadt im Harzvorland und zwar im Hochstift Merseburg, das zum Kurfürstentum Sachsen gehörte. Er nutzte die sich bietende Gelegenheit, um über einen Strohmann relativ preiswert ein zum Verkauf stehendes Mannlehnrittergut im Stiftsgebiet zu erwerben. Es handelte sich dabei um das Rittergut Kleinlauchstädt, einem Vorort der Amtsstadt Lauchstädt, das er 1764 übernahm. Er nutzte das Rittergut hauptsächlich zur Geldanlage. Zwar behielt er sich einige Wohnräume vor, doch die meiste Zeit verpachtete er den Gutsbetrieb. So ist es auch nicht verwunderlich, dass bereits kurz nach seinem Tod seine Kinder dieses Rittergut aus finanziellen Gründen wieder veräußerten.
Heinrich Salfeldt starb am 17. Januar 1784 in Quedlinburg und wurde drei Tage später auf dem Kirchhof St. Benedicti beigesetzt.

## Beziehungen zu Klopstock
Bekannt wurde Heinrich Salfeldt u. a. auch durch ein angespanntes Verhältnis zu Friedrich Gottlieb Klopstock. 1748 soll Salfeldt die Absicht geäußert haben, die Familie Klopstock gänzlich zu ruinieren.

## Familie
Heinrich Salfeldt heiratete 1741 Juliana Charlotte geb. Lutterodt (1718–1782). Aus dieser Ehe gingen folgende vier Söhne hervor, die den Vater überlebten: Röttiger Salfeldt (* 1742), Friedrich Wilhelm Salfeldt (* 1747), August Salfeldt (* 1749), Georg Wilhelm Salfeldt (* 1755).